# Mike Carey
Mike Carey (ur. 1959) – brytyjski autor komiksów, powieści i filmów.

## Życiorys
Carey urodził się w Liverpoolu w 1959 roku. Nim zaczął pisać komiksy, przez 15 lat pracował jako nauczyciel.
Po kilku przypadkowych pracach dla niezależnych wydawców komiksowych, włączając biograficzny komiks o Ozzym Osbourne i zespole Pantera, został zatrudniony na stałe w 2000AD, gdzie stworzył serie Th1rt3en i Carver Hale.
To jednak dla Vertigo, imprintu DC Comics stworzył swoje najważniejsze dzieła: nominowaną do Nagrody Eisnera serię Lucyfer, a także Crossing Midnight (współautor: Jim Fern) i wiele odcinków Hellblazera. Wciąż pisze komiksy takie jak X-Men:Legacy oraz Fantastyczna Czwórka.
Jest także jednym z pierwszych autorów Minx, imprintu DC dla nastolatek. Drugi tytuł Minx napisał wspólnie ze swoją córką Louise.
Pierwsza powieść Careya, Mój własny diabeł, została wydana w Wielkiej Brytanii przez Orbit books w kwietniu 2006 (w Polsce 18 kwietnia 2008). Jej sequel, Błędny krąg, został opublikowany w październiku 2006 (w Polsce 28 stycznia 2009), a trzecia część serii, Przebierańcy, we wrześniu 2007 (w Polsce 26 sierpnia 2009). Czwarta część, Thicker Than Water, ukazała się we wrześniu 2008, a w Polsce 7 kwietnia 2010 i nosi tytuł Krew nie woda.
Jego pierwszy film fabularny, erotyczna historia o duchach Frost Flowers, zostanie wyreżyserowana przez Andreę Vechiato. Carey pracuje także nad serią TV The Stranded, pierwszą koprodukcją pomiędzy Virgin Comics i Sci Fi Channel.
Mieszka w Londynie wraz ze swoją żoną Lin oraz trojgiem dzieci: Davidem, Benem i Louise.

## Twórczość

### Komiksy
- Aquarius: "Promised Lands" (współautor: Ken Meyer Jr, Toxic! #30-31, 1991)
- Ozzy Osbourne (Malibu Comics, 1993)
- Pantera (Malibu Comics, 1994)
- Inferno (współautor: Michael Gaydos, Caliber)
- Suicide Kings (w Negative Burn #49, Caliber, 1997)
- Dr Faustus (Caliber, 1997)
- Pulp Sci-fi:
  - Eggs is Eggs (współautor: Cliff Robinson, 2000 AD #1145, 1999)
  - Doin' Time (wraz z Benem McCloudem, 2000 AD, #1147, 1999)
- Sandman:
  - The Sandman Presents: Lucifer – The Morningstar Option #1-3 (prequel Lucyfera) (DC Vertigo, 1999, zebrane w Lucifer: The Devil In The Gateway, 2001)
  - The Sandman Presents: Petrefax #1-4 (DC Vertigo, 2000)
  - The Sandman Present: The Furies (DC Vertigo, 2002)
- Lucyfer:
  - Lucifer #1-75 (DC Vertigo, 2000–2006)
  - Lucifer: Nirvana (DC Vertigo, 2002, zebrane w Lucifer: Evensong, 2007)
- Carver Hale: Twisting the Knife (współautorzy: Mike Perkins i Dylan Teague, 2000 AD, #1236-1240, 1247–1249, 2001)
- The Wedding Breakfast (we Flinch #16, DC Vertigo, 2001)
- Tharg's Future Shocks (współautor: John Charls)
  - Right Back At Ya (2000 AD, #1287, 2002)
- Just 1 Page #1-4 (pojedyncze strony w magazynie charytatywnym, 2001–2006)
- Thirteen (współautor: Andy Clarke, 2000 AD #1289-1299, 2002)
- In the House of Light (w 9-11: Volume One, 2002)
- Tharg the Mighty: "A Night 2 Remember" (wspólnie z różnymi artystami i pisarzami, 2000 AD, #1280, 2002)
- Hellblazer:
  - Hellblazer: Exposed (w 9-11: Volume Two, 2002)
  - Hellblazer #175-215 and 229 (DC Vertigo, 2002–2006), wydane w tomach:
    - Red Sepulchre (#175-180, ISBN 1-4012-0485-6)
    - Black Flowers (#181-186, ISBN 1-4012-0499-6)
    - Staring at the Wall (#187-193, ISBN 1-4012-0929-7)
    - Stations of the Cross (#194-200, ISBN 1-4012-1002-3)
    - Reasons to be Cheerful (#201-206, ISBN 1-4012-1251-4)
    - The Gift (#207-215, wrzesień 2007, ISBN 1-4012-1453-3)

  - Hellblazer: All His Engines (współautor: Leonardo Manco, powieść graficzna, DC Vertigo, 2005)
- Fear is the Key (w Batman: Gotham Knights #37, 2003)
- El Genio Eterno de Leonardo – The Timeless Genius of Leonardo (w Companero Leonardo, 2004)
- My Faith In Frankie (współautorzy: Sonny Liew i Marc Hempel, DC/Vertigo, 2004)
- The Barker: When You're Strange (w Detective Comics #801-804, 2005)
- Red Sonja: She-Devil With a Sword #0-6 (współautorzy: Michael Avon Oeming, Mel Rubi, Caesar Roderiquez i Richard Isanove, Dynamite Entertainment, 2005)
- Spellbinders: Signs and Wonders (współautor: Mike Perkins, Marvel Comics, 2005)
- Vampirella: Revelations #0-3 (Harris Comics, 2005)
- Ultimate Elektra: Devil’s Due (Marvel Comics, 2004)
- 24 Minute Comic #1 and #2 (dla magazynu charytatywnego Just 1 Page, 2004–2005)
- Nigdziebądź #1-9 (with Glenn Fabry, DC/Vertigo, 2005−2006, tpb, October 2006 ISBN 1-4012-1007-4)
- Fantastyczna czwórka (Marvel Comics, 2005–2007, #19-20, 33-?, nadal wydawany)
- What if? (Marvel Comics, 2006)
- X-Men: Legacy #208- (Marvel Comics, 2006–2011)
- Crossing Midnight (współautor: Jim Fern, Vertigo, 2006, #1-19)[8]
- Ultimate Vision (Marvel Comics, 2006, nadal wydawany)
- Legion of Monsters: "Werewolf by Night" (współautorzy: Skottie Young, Greg Land, Marvel Comics, 2007)[9]
- God Save the Queen (współautor: John Bolton, powieść graficzna, 96 stron, Vertigo, 2007, ISBN 1-4012-0303-5)[10]
- Faker (współautor: Jock, Vertigo, 2007 – 2008)[11]
- Voodoo Child (stworzony przez Nicolasa, Weston Cage i Dean Hyrapiet, Virgin Comics, 2007, nadal wydawany)
- Confessions of a Blabbermouth (współautorzy: Louise Carey i Aaron Alexovich, Minx, 2007, ISBN 1-4012-1148-8)[6][12]
- Wetworks: Worldstorm #1-15 (współautor: Whilce Portacio, Wildstorm, 2006–2008
- Secret Invasion:
  - Secret Invasion: Who Do You Trust? (Marvel Comics, 2008)
  - Secret Invasion: X-men (współautor: Cary Nord, Marvel Comics, 2008)
- Ender’s Shadow: Battle School (współautor: Sebastian Fiumara, Marvel Comics, 2008–2009)

### Powieści
- Seria o Feliksie Castorze:
  - Mój własny diabeł (UK: kwiecień 2006, w Polsce: kwiecień 2008)
  - Błędny krąg (UK: październik 2006, w Polsce: styczeń 2009)
  - Przebierańcy (UK: wrzesień 2007, w Polsce: sierpień 2009)
  - Krew nie woda (UK: październik 2008, w Polsce: kwiecień 2010)
  - Nazwanie bestii (UK: luty 2010, w Polsce: sierpień 2011)

### Filmy
- Frost Flowers (scenariusz)

### Poezja
- In Thule With Jessica